# Acer perditum
Acer perditum é uma espécie de árvore do gênero Acer, pertencente à família Aceraceae.